# Kirstie (série télévisée)
Kirstie est une série télévisée américaine en douze épisodes de 22 minutes créée par Marco Pennette, diffusée entre le 4 décembre 2013 et le 26 février 2014 sur la chaîne TV Land et au Canada depuis le 7 mars 2014 sur le réseau CTV.
Cette série est inédite dans tous les pays francophones.

## Synopsis
Madison « Maddie » Banks, une vedette de Broadway, fait la rencontre de Arlo Barth, le fils qu’elle a abandonné il y a 26 ans et qu’elle n’a donc pas connu, et qui rentre en contact avec elle après le décès de sa mère adoptive. Celui-ci n’étant qu’un ringard négligé, Maddie essaie de le relooker pour qu’il soit plus conforme à son image, mais ses actions se retournent contre elle, ce qui lui fait comprendre qu’il serait peut-être temps pour elle de changer un peu aussi.

## Distribution

### Acteurs principaux
- Kirstie Alley : Madison « Maddie » Banks
- Eric Petersen : Arlo Barth
- Michael Richards : Frank Baxter
- Rhea Perlman : Thelma Katz

### Acteurs récurrents
- Lucila Solá : Lucila
- Christopher McDonald : Jeffrey Sheppard
- Kristin Chenoweth : Brittany Gold

### Acteurs invités
- Gilles Marini : Michel (épisode 1)
- Richard Burgi : Tony Cameron (épisode 2)
- Bryan Callen : Lucas Kogen (épisode 3)
- Larry Joe Campbell : Clown (épisode 3)
- Cloris Leachman : Shirley Kluszewski (épisode 4)
- Kathy Griffin : elle-même (épisode 5)
- John Travolta : Mickey Russo (épisode 6)
- Kristen Johnston : l'autre Madison « Maddie » Banks (épisode 8)
- Tim Bagley : Robber (épisode 9)
- George Wendt : Duke Bainbridge (épisode 10)
- Jason Alexander : Stanford Temple (épisode 11)
- Valerie Mahaffey : Victoria (épisode 12)
- Geoff Pierson : Hugh Winters (épisode 12)

## Fiche technique
- Scénariste du pilote : Marco Pennette
- Producteurs exécutifs : Marco Pennette, Kirstie Alley et Jason Weinberg

## Développement

### Production
Le 27 septembre 2012, il a été annoncé que la chaîne TV Land développe une série, Giant Baby, marquant le retour à la télévision de Kirstie Alley.
Le 15 février 2013, TV Land a officiellement commandé la série, sous le nouveau titre Kirstie’s New Show avec une saison de 12 épisodes, qui est devenu Kirstie.
Le 29 juillet 2014, la série a été annulée.

### Casting
Les rôles principaux ont été attribués dans cet ordre : Rhea Perlman, Eric Petersen, Michael Richards et Gilles Marini.
Xosha Roquemore a obtenu le rôle récurrent de Tanya, mais a décroché un rôle principal dans The Mindy Project, elle est tout de même apparue dans un épisode. Jason Alexander de la série Seinfeld ainsi que George Wendt de la série Cheers décrochent un rôle d'invité. Kristin Chenoweth, Kristen Johnston, Cloris Leachman et John Travolta s'ajoutent à la liste des invités.

## Épisodes
1. titre français inconnu (Pilot)
2. titre français inconnu (Arlo Moves In)
3. titre français inconnu (Arlo's Birthday)
4. titre français inconnu (Little Bummer Boy)
5. titre français inconnu (The Girl Next Door)
6. titre français inconnu (Mickey & Maddie)
7. titre français inconnu (Like a Virgin)
8. titre français inconnu (Maddie vs. Maddie)
9. titre français inconnu (When They Met)
10. titre français inconnu (Thelma's Ex)
11. titre français inconnu (Maddie's Agent)
12. titre français inconnu (The Dinner Party)

## Commentaires
La série marque les retrouvailles à télévision de Kirstie Alley et Rhea Perlman, qui jouaient ensemble dans la série Cheers. George Wendt (Cheers) apparaît dans un épisode subséquent. Kirstie Alley retrouve John Travolta dans un épisode, après avoir joué ensemble dans la trilogie Allô maman, ici bébé ! (De quoi j'me mêle! ! au Québec, Look Who's Talking en version originale).